# Webster Groves
Webster Groves ist eine Stadt (mit dem Status „City“) im St. Louis County im US-amerikanischen Bundesstaat Missouri und Bestandteil der Metropolregion Greater St. Louis. Das U.S. Census Bureau hat bei der Volkszählung 2020 eine Einwohnerzahl von 24.010 ermittelt.

## Geografie
Webster Groves liegt im westlichen Vorortbereich von St. Louis. Der Mississippi, der die Grenze zu Illinois bildet, liegt rund 12 km östlich. Webster Groves liegt auf 38°35′33″ nördlicher Breite und 90°21′26″ westlicher Länge. Die Stadt erstreckt sich über 15,3 km². 
Die Stadt liegt größtenteils in der Jefferson Township, erstreckt sich aber zu einem kleineren Teil auch in die Clayton Township.
An Webster Groves angrenzende Orte sind Brentwood und Maplewood, Shrewsbury im Osten, Marlborough im Südosten, Grantwood Village im Süden, Crestwood im Südwesten, Oakland und Glendale im Westen sowie Rock Hill im Nordwesten. Das Zentrum der Stadt St. Louis liegt 19,2 km ostnordöstlich.

## Verkehr
Durch das Zentrum von Webster Groves verläuft die Interstate 44, die von St. Louis in südwestliche Richtung führt. Entlang der südlichen Stadtgrenze verläuft die alte Route 66 auf einer gemeinsamen Strecke mit der Missouri State Route 366. Alle weiteren Straßen sind County Roads oder weiter untergeordnete innerstädtische Verbindungsstraßen.
Durch das Stadtgebiet von Webster Groves verlaufen mehrere Eisenbahnlinien, die von St. Louis nach Westen und Süden führen. Betrieben werden diese von der Union Pacific Railroad und der BNSF Railway, die auch für Amtrak-Züge Strecken zur Verfügung stellen. Durch die Lage an der Union-Pacific-Strecke konnte Webster Groves als Vorort des im 19. Jahrhundert übervölkerten St. Louis expandieren.
Der Lambert-Saint Louis International Airport liegt 20,7 km nördlich von Webster Groves.

## Demografische Daten
Nach der Volkszählung im Jahr 2010 lebten in Webster Groves 22.995 Menschen in 9156 Haushalten. Die Bevölkerungsdichte betrug 1502,9 Einwohner pro Quadratkilometer. In den 9156 Haushalten lebten statistisch je 2,43 Personen. 
Ethnisch betrachtet setzte sich die Bevölkerung zusammen aus 89,9 Prozent Weißen, 6,6 Prozent Afroamerikanern, 0,2 Prozent amerikanischen Ureinwohnern, 1,5 Prozent Asiaten sowie 0,3 Prozent aus anderen ethnischen Gruppen; 1,5 Prozent stammten von zwei oder mehr Ethnien ab. Unabhängig von der ethnischen Zugehörigkeit waren 1,6 Prozent der Bevölkerung spanischer oder lateinamerikanischer Abstammung. 
24,6 Prozent der Bevölkerung waren unter 18 Jahre alt, 60,0 Prozent waren zwischen 18 und 64 und 15,4 Prozent waren 65 Jahre oder älter. 52,9 Prozent der Bevölkerung war weiblich.
Das mittlere jährliche Einkommen eines Haushalts lag bei 73.683 USD. Das Pro-Kopf-Einkommen betrug 39.305 USD. 9,4 Prozent der Einwohner lebten unterhalb der Armutsgrenze.

## Persönlichkeiten
- Willie Akins (1939–2015), Jazz-Saxophonist
- Stephen Morehouse Avery (1893–1948), Schriftsteller und Drehbuchautor
- Matthew Bomer (* 1977), Schauspieler
- Edward T. Hall (1914–2009), Anthropologe und Kulturwissenschaftler
- Jonathan Franzen (* 1959), Schriftsteller, wuchs hier auf
- Gordon Jenkins (1910–1984), Musiker